# Youngia stebbinsiana
Youngia stebbinsiana là một loài thực vật có hoa trong họ Cúc. Loài này được S.Y.Hu miêu tả khoa học đầu tiên.